# Dana Delany
Dana Welles Delany (født 13. marts 1956) er amerikansk to gange Emmy-vindende skuespillerinde og producer.
Hun er kendt for sine roller i tv-serier China Beach (1988–1991), Desperate Housewives (2007-2010) og Body of Proof (med 2011).
Hun medvirkede også i film Light Sleeper (1992), Tombstone (1993), Exit to Eden (1994), Choices of the Heart: The Margaret Sanger Story (1995), Fly Away Home (1996), True Women (1997), Wide Awake (1998). I april 2011 Delany kom 9. i People Magazines årlige 100 mest Smukke liste.

## Priser og nomineringer
| Year | Result    | Award                       | Category                                                         | Film or series       |
| ---- | --------- | --------------------------- | ---------------------------------------------------------------- | -------------------- |
| 1989 | Won       | Emmy                        | Outstanding Lead Actress in a Drama Series                       | China Beach          |
| 1990 | Nominated | Emmy                        | Outstanding Lead Actress in a Drama Series                       | China Beach          |
| 1991 | Nominated | Emmy                        | Outstanding Lead Actress in a Drama Series                       | China Beach          |
| 1992 | Won       | Emmy                        | Outstanding Lead Actress in a Drama Series                       | China Beach          |
| 2001 | Nominated | Emmy                        | Outstanding Guest Actress in a Drama Series                      | Family Law           |
| 1990 | Nominated | Golden Globe                | Best Performance by an Actress in a TV-series drama              | China Beach          |
| 1991 | Nominated | Golden Globe                | Best Performance by an Actress in a TV-series drama              | China Beach          |
| 1989 | Won       | Q                           | Best Actress in a Quality Drama Series                           | China Beach          |
| 1990 | Won       | Q                           | Best Actress in a Quality Drama Series                           | China Beach          |
| 1991 | Won       | Q                           | Best Actress in a Quality Drama Series                           | China Beach          |
| 2009 | Won       | Prism                       | Best Performance in a Comedy Series                              | Desperate Housewives |
| 2008 | Nominated | Screen Actors Guild         | Outstanding Performance by an Ensemble in a Comedy Series        | Desperate Housewives |
| 2009 | Nominated | Screen Actors Guild         | Outstanding Performance by an Ensemble in a Comedy Series        | Desperate Housewives |
| 1998 | Won       | Lone Star Film & Television | Best TV Actress                                                  | True Women           |
| 2007 | Nominated | TV Land Award               | Lady you love to watch fight for her life in a movie of the week | Movie of the week    |